# Rudolf Pichler (Fußballspieler)
Rudolf Pichler (* 20. September 1930; † 1. August 2011) war ein österreichischer Fußballspieler. Der Stürmer wurde Nationalspieler und 1953 mit der Wiener Austria österreichischer Meister.

## Karriere
Rudolf Pichler begann seine Fußballkarriere in der 2. Landesliga beim ASC Leobersdorf. 1950 gelang der Sprung in die A-Liga zum 1. Wiener Neustädter SC, wo er bereits nach einer halben Saison von der Wiener Austria abgeworben wurde. Beim starken Sturm der Austria mit Ernst Melchior, Fritz Kominek, Adolf Huber, Ernst Stojaspal und Lukas Aurednik musste er meist auf verschiedene Positionen ausweichen, kam aber beim Einzug ins Halbfinale der Copa Rio 1952 auch zu drei Einsätzen. Im Anschluss daran konnte er sich als Stammkraft etablieren und schoss im Meisterjahr 1952/53 21 Ligatore bei ebenso vielen Einsätzen. In der Folgesaison 1953/54 steuerte er 16 Tore zur Vizemeisterschaft bei.
Durch den Abgang von Aurednik, Kominek, Stojaspal und Melchior nach Frankreich hatte sich der Sturm der Austria nachhaltig verändert, wodurch der Klub etwas zurückfiel. Dennoch konnte Rudolf Pichler letztlich 1955 den Sprung in die österreichische Nationalmannschaft schaffen. Sein Debüt verlief jedoch denkbar schlecht: gegen Ungarn verlor man in Budapest mit 1:6, nachdem Rudolf Pichler noch dazu beim Verkauf von Schmuggelware erwischt wurde, setzte es vom ÖFB eine Sperre bis zum Sommer 1956.
Nach seiner Rückkehr in die Mannschaft war er nur streckenweise wieder Stammspieler. Zeitweise wurde ihm Rudolf Sabetzer vorgezogen, wobei er nach dem Karriereende von Adolf Huber wieder als Mittelstürmer zum Einsatz kam. Hier musste er sich aber mit Leopold Baumgartner abwechseln. Letztlich entschloss sich Rudolf Pichler zum Jahresende 1958 zum Rückwechseln zum 1. Wiener Neustädter SC in die B-Liga; dort schoss er 1959 die Blau-Weißen mit seinem langjährigen Sturmkollegen Adolf Huber als Trainer als Schützenkönig mit 28 Treffern in die A-Liga.
Nach dem Aufstieg mit dem WNSC kam Rudolf Pichler sogar zu einem Comeback in der Nationalmannschaft. Im Viertelfinale der Europameisterschaft 1960 gelang ihm beim 2:5 gegen Frankreich auch ein Tor. In Wiener Neustadt kam er 1960/61 noch einmal auf 20 Ligatore, ein Jahr später folgt dennoch der Abstieg in die Regionalliga Ost. Der Stürmer zog weiter zum SV Austria Salzburg, konnte aber auch dort nicht 1962/63 für den Klassenerhalt sorgen. Es folgte ein Wechsel zum FC Stadlau in die Regionalliga Ost, nachdem Rudolf Pichler in genau 200 Spielen in der A-Liga 126 Tore erzielt hatte.
Rudolf Pichler verstarb am 1. August 2011 im Alter von 80 Jahren.

## Erfolge
- 1 × Halbfinale Copa Rio: 1952
- 1 × Österreichischer Meister: 1953
- 2 × Österreichischer Vizemeister: 1952, 1954
- 1 × Österreichischer Zweitligameister: 1959 (B-Liga)
- 1 × Torschützenkönig der B-Liga: 1959
- Teilnahme Europameisterschaft 1960: Viertelfinale
- 3 Spiele und 1 Tor für die österreichische Fußballnationalmannschaft von 1955 bis 1960